# Раннелс, Терри
Те́рри Линн Ботра́йт Ра́ннелс (англ. Terri Lynne Boatright Runnels, род. 5 октября 1966) — бывшая американская женщина-рестлер, валет и телеведущая.
Свою карьеру в рестлинге Раннелс начала в World Championship Wrestling (WCW) в качестве Мисс Александры Йорк, менеджера The York Foundation. Позже она перешла в World Wrestling Federation (WWF), позже переименованную в WWE, где проработала восемь лет.
В первые годы своей карьеры в WWF под именем Марлена она была менеджером своего мужа Дастина Раннелса (известным на экране как Голдаст) и была членом альянса Pretty Mean Sisters (P.M.S.). Она также руководила «Братьями Харди», Эджем и Кристианом и «Радикалами».
Позже работала ведущей и интервьюером, а также вела ряд зрелищных сегментов, таких как конкурсы бикини, мокрых футболок и матчи в нижнем белье. Во время её работы в WWF/E она недолго владела титулом хардкорного чемпиона WWE, единственным в её карьере.
После ухода из рестлинга Раннелс занялась филантропической деятельностью.

## Личная жизнь
Ботрайт выросла во Флориде. Она воспитывалась как южная баптистка, но позже стала внеконфессиональной. Раннелс работала с различными благотворительными организациями, включая Make-A-Wish Foundation, Big Brothers Big Sisters of America, Boys & Girls Clubs of America, Children’s Miracle Network, Hermie & Elliott Sadler Foundation и Fit Kids Marathon.
В 1990 встречалась с рестлером Брайаном Пиллманом, в период работы в WCW. В 1993 году, Терри вышла замуж за рестлера Дастина Раннелса, взяв его фамилию. У бывших супругов есть дочь — Дакота Раннелс (род. 14 февраля 1994 года). Напряженные отношения Дастина Раннелса с его отцом — Дасти Роудсом, вызывали проблемы в их браке. Терри утверждала, что Дасти распространял слухи о ней, обвиняя её в неверности сыну и браке по расчёту. Пара развелась в 1999 году, прожив в браке шесть лет. Спустя годы после развода, отношения между бывшими супругами «значительно улучшились». В 2003 году, Раннелс начала встречаться с Тайри Клоу, американским солдатом, который был на 15 лет моложе её. Пара прожила вместе больше пяти лет.
Раннелс начала встречаться с бывшим профессиональным рестлером Нью-Джеком в 2009 году. В еженедельном подкасте о рестлинге «Future Endeavors», Джек признавался в любви Раннелс, описывая радиоведущему «некоторые подводные камни» в межрасовых отношениях. По состоянию на июль 2011 года, пара не проживала вместе.
В августе 2011 года, судья Флориды приказал Джеку прекратить продажу личных фотоснимков Раннелс интимного характера. Раннелс подала иск, обвинив Джека в клеветнических комментариях о ней и потребовала суд запретить ему распространять её откровенные фотографии. Джек заявил, что он является автором этих фото, то, что они принадлежат ему и он имеет право продавать их кому угодно. Судья в Санфорде, штат Флорида, временно запретил Джеку распространять фото перед слушанием дела.
29 мая 2019 года, Раннелс была арестована в округе Хиллсборо, штат Флорида. Ей было предъявлено обвинение в незаконном хранении огнестрельного оружия, после того, как Раннелс пронесла заряженный пистолет в международный аэропорт Тампы. Позже, она была освобождена под залог в размере 2000 долларов, разместив видео на своей странице в Твиттере, где объяснила ситуацию со своей стороны. В июне 2019 года, с Раннелс были сняты все обвинения.

## Титулы и награды
- World Wrestling Federation/Entertainment
  - Хардкорный чемпион WWE (1 раз)
  - Slammy Award (1 раз)
    - Лучшая пара (1997) — с Голдастом